# El baño (película de 2020)
El baño es una película colombiana de 2020 dirigida por Harold Trompetero. Estrenada el 25 de diciembre del mismo año en las salas de cine colombianas, contó con la participación de Marcela Carvajal, Carlos Hurtado, Aída Morales, Norma Nivia, Biassini Segura y Ana María Arango. La película fue grabada durante la cuarentena decretada por el Gobierno de Colombia en respuesta a la emergencia sanitaria provocada por la pandemia del COVID-19.

## Sinopsis
Una serie de amigos comparte sus experiencias durante la cuarentena obligatoria decretada por el Gobierno de Colombia con el fin de preparar el sistema de salud para enfrentar la pandemia del COVID-19. Afectados por el encierro y por tener que compartir con sus familiares cada momento de sus vidas, encuentran en el baño el único refugio donde pueden escapar de todas sus frustraciones al lado de sus amigos, aunque sea de forma virtual usando sus teléfonos móviles.

## Reparto
- Marcela Carvajal
- Carlos Hurtado
- Aída Morales
- Diego Camargo
- Franco Bolívar
- Norma Nivia
- Biassini Segura
- Ana María Arango
- Tatán Mejía
- Maleja Restrepo